# Pekka Suorsa
Pekka Suorsa (ur. 8 grudnia 1967 w Kajaani) – fiński skoczek narciarski, drużynowy mistrz świata z 1987.
Najlepsze wyniki w Pucharze Świata odniósł w sezonie 1988/1986, kiedy zajął 5. miejsce w klasyfikacji generalnej.
Na mistrzostwach świata w Oberstdorfie w 1987 zdobył złoty medal w konkursie drużynowym wraz z Mattim Nykanenem, Tuomo Ylipullim i Arim-Pekką Nikkolą.
Startował też na igrzyskach w Calgary, gdzie zajął 38. miejsce na dużej skoczni.

## Puchar Świata

### Miejsca w klasyfikacji generalnej
- sezon 1985/1986: 5.
- sezon 1986/1987: 17.
- sezon 1987/1988: 35.
- sezon 1988/1989: 21.

### Miejsca na podium chronologicznie
- Chamonix 22 grudnia 1985 – 1. miejsce
- Oberstdorf 30 grudnia 1985 – 1. miejsce
- Lahti 2 marca 1986 – 2. miejsce
- Falun 8 marca 1987 – 2. miejsce
- Lake Placid 10 grudnia 1988 – 3. miejsce

## Igrzyska olimpijskie
- Indywidualnie
  - 1988 Calgary (CAN) – 38. miejsce (duża skocznia)

## Mistrzostwa świata
- Indywidualnie
  - 1987 Oberstdorf (RFN) – 7. miejsce (duża skocznia), 13. miejsce (normalna skocznia)
- Drużynowo
  - 1987 Oberstdorf (RFN) – złoty medal